# Nacrtak
Nacrtak (sažetak, apstrakt, abstrakt, eng. abstract) je dio znanstvenog, stručnog ili seminarskog rada. Sastavlja ga se nakon naslova rada i podataka o autoru. Pisanju nacrtaka pristupilo se radi skraćivanja vremena utrošenog na pretraživanje članaka u svezi s određenom temom. Zbog današnjeg velikog i rastućeg broja članaka koji su sve više dostupni, veći je skup podataka koji zainteresirana osoba mora pretražiti za doći do željenog rada pa su zato izmišljeni nacrtci. U nacrtku se iznose sažetak teme o kojoj se piše, što autor time želi postići, koja su pitanja koja u tekstu postavlja. Autor kad piše o sebi piše isto kao kad piše o trećoj osobi. Iz nacrtka se čitatelj brzo upozna s temom istraživanja te istraživač brzo može odlučiti spada li članak kategoriju radova koji ga zanimaju istraživača ili ne.